# Marie Kondo
Marie Kondo (japanska: 近藤麻理恵?, Kondō Marie) född 9 oktober 1984 i Tokyo prefektur, är en japansk organisationskonsult och författare.

## Biografi
Kondo säger att hon har varit intresserad av att organisera sedan barndomen. På lågstadiet i skolan höll hon till i klassrummet för att städa bokhyllor medan hennes klasskamrater hade idrottslektion. När det var nominering för uppdrag i klassen försökte hon inte att få vara klassrepresentant. Istället längtade hon till bokhyllorna för att fortsätta att ordna böcker.
Kondo tillbringade fem år som helgedomsjungfru (miko) vid en Shinto-helgedom. Hon startade sin konsultverksamhet när hon var 19 år och studerade sociologi vid Tokyo Woman's Christian University.
I en intervju med The Washington Post i januari 2023 berättade Kondo att hon efter att hon fött sitt tredje barn inte längre städar och sorterar sitt hem enligt sin strikta filosofi längre. I stället menade Kondo att hon prioriterat tiden med sin familj.

## KonMarimetoden
Kondos metod för organisering kallas KonMarimetoden och består av att samla ihop allt man äger, en kategori åt gången, och sedan behålla endast de saker som "man verkligen gläds åt" (tokimeku på japanska), och därefter välja en plats för dessa saker.
Kondo har skrivit fyra böcker om organisering, som tillsammans har sålt i miljontals exemplar och har översatts från japanska till språk som koreanska, kinesiska, franska, tyska och engelska. I synnerhet hennes bok Den livsförändrande magin med att städa: The Japanese Art of Decluttering and Organizing (2011) har publicerats i mer än 30 länder. Den var en bästsäljare i Japan och i Europa, och publicerades i USA 2014.
Kondo var listad som en av Times "100 mest inflytelserika personer" år 2015.